# Linnaemya timida
Linnaemya timida är en tvåvingeart som beskrevs av Richter 1993. Linnaemya timida ingår i släktet Linnaemya och familjen parasitflugor. Inga underarter finns listade i Catalogue of Life.